# Västantorp
Västantorp är en bebyggelse öster om Södra Rörum i Södra Rörums socken i Hörby kommun. Från 2015 avgränsar SCB här en småort.